# Vergif (roman)

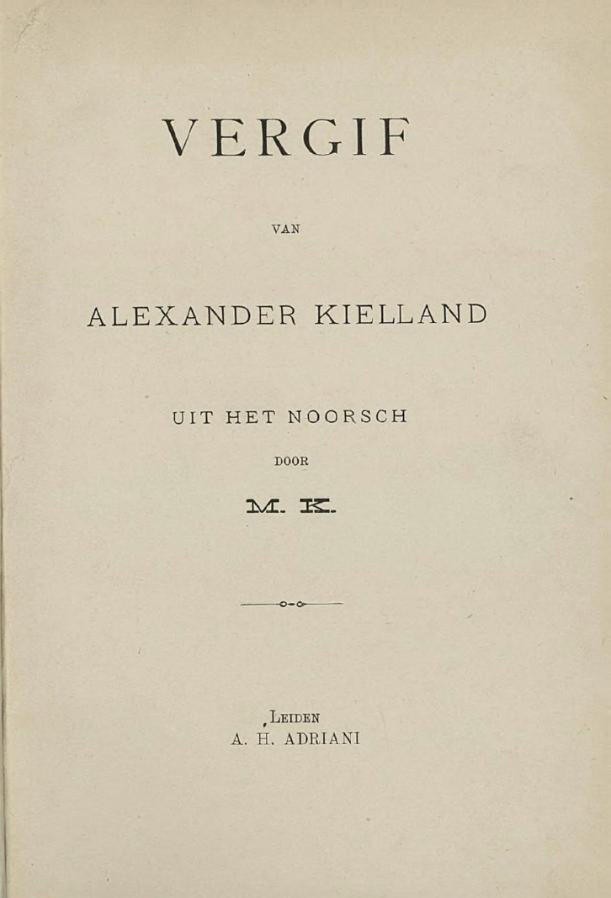

Vergif is een roman uit 1883 van de Noorse schrijver Alexander Kielland (1849-1906). De oorspronkelijke titel luidde Gift. Het is de eerste roman uit een trilogie, die ook Fortuna (1884) en St. Hans Fest (1887) omvatte.

## Bibliografische gegevens
Kielland, Alexander Lange (1881) - Gift. Uitgeverij Gyldendal.

### Nederlandse vertaling
- 188x: vertaling in het Nederlands als Vergif; Leiden : A.H. Adriani. Vertaling “M.K.”[2]
- 1907: vertaald in het Nederlands als Vergif : een roman. Amsterdam : Maatschappij voor goede en goedkoope lectuur - "uit het Noorsch vert. door Marg. Meyboom"[3] (Margaretha Meijboom (1856-1927).[4] Beschikbaar in Project Gutenberg.[5]
- 2014: Nederlandse vertaling door Wijnand van de Meeberg jr. Rotterdam: Calbona Uitgeverij.[6]

## Inhoud
Vergif leverde kritiek op het Noorse onderwijssysteem, vooral op het grote belang dat aan Latijn werd gehecht. De schooljongen Marius worstelt in het eerste deel van de roman met zijn onvermogen om op school voldoende te presteren. Hij wordt erg ziek en sterft terwijl hij van buiten geleerde zinnen opzegt. Zijn laatste woorden zijn Mensa rotunda (ronde tafel).
De hoofdpersoon in het boek is een vriend van Marius, Abraham Løvdahl. Zijn vader is professor.
Zijn moeder doet vergeefse moeite om haar zoon eerlijk en oprecht te laten zijn. Ze pleegt zelfmoord nadat ze zwanger is geworden van een bevriend zakenman.
In het Noors kan “Gift” zowel “vergif” als “getrouwd” betekenen. Daarmee is de titel van de roman dubbelzinnig. De conventionele interpretatie is echter dat hier “vergif” bedoeld is: de leerlingen worden vergiftigd door het uit hun hoofd leren van zaken die geen enkel verband hebben met het reële leven en maatschappelijke waarden.